# Gorka Santamaría
Gorka Santamaría Nos (ur. 3 lipca 1995 w Bilbao) – hiszpański piłkarz występujący na pozycji napastnika w Athletic Bilbao.